# Synagoge Fiedlerstraße 3 (Dresden)

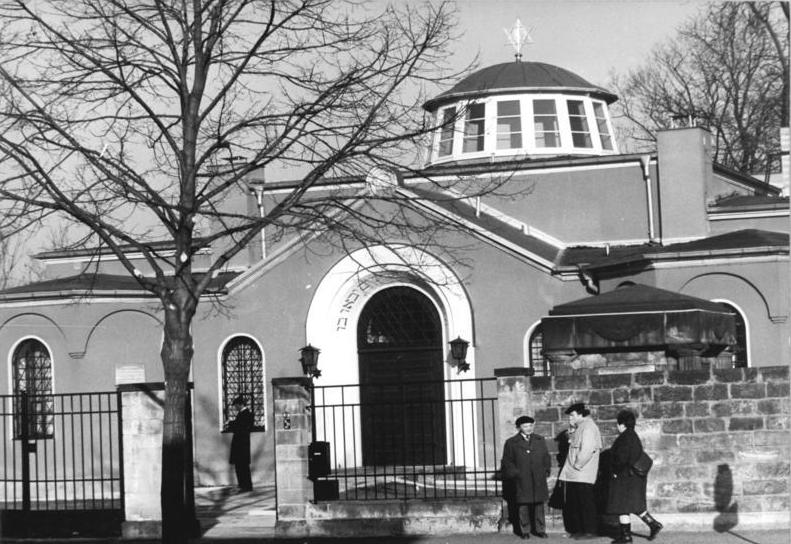
Synagoge an der Fiedlerstraße, 1988

Die ehemalige Synagoge an der Fiedlerstraße 3 in der Dresdner Johannstadt ist ein denkmalgeschütztes Gebäude in Deutschland. Sie diente bis 1950 und wieder seit 2001 als Totenhalle des Neuen Jüdischen Friedhofs, auf dessen Gebiet sie sich befindet.

## Totenhalle/Synagoge

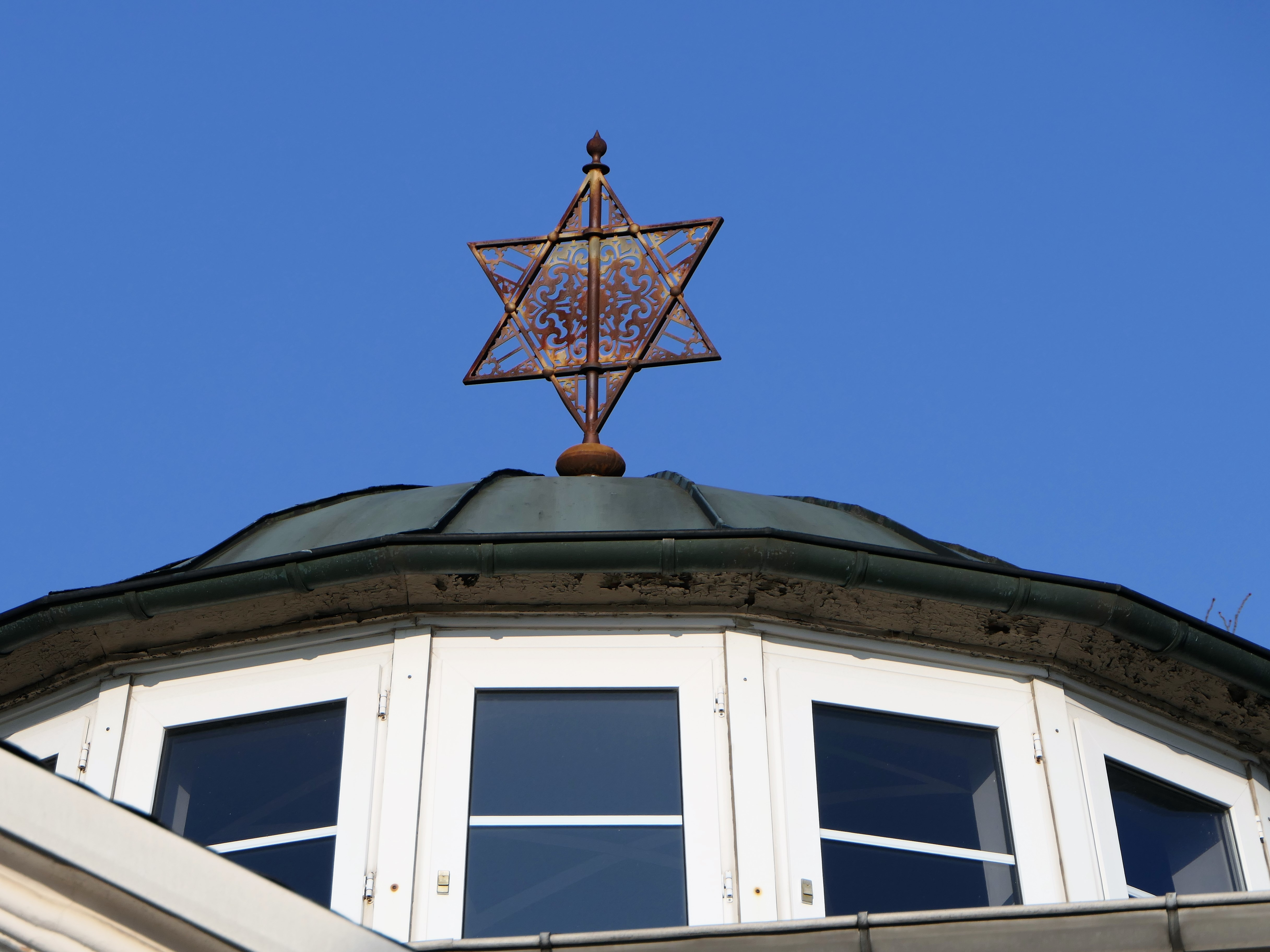
Davidstern der einstigen Semper-Synagoge seit 1988 auf der Kuppel.

### Geschichte
Der Bau wurde 1866 als Totenhalle auf dem Neuen Jüdischen Friedhof von Ernst Giese erbaut. 1903 erfolgte dank einer Unterstützung der Marie-Ascher-Stiftung eine Erweiterung des Gebäudes. Bei einem Bombenangriff auf Dresden am 13. Februar 1945 brannte das Gebäude aus und wurde 1949/50 im Auftrag der Jüdischen Gemeinde Dresden unter der Leitung des Baumeisters Warnatz nach Plänen des Architekten Edmund Schuchardt wieder aufgebaut. Am 18. Juni 1950 wurde die ehemalige Totenhalle als Synagoge durch Rabbiner Martin Riesenburger (Berlin) geweiht. 1988 wurden umfangreiche Restaurierungen durchgeführt. Mit dem Bau der Neuen Synagoge an historischer Stelle in der Dresdner Altstadt hat das Gebäude in der Johannstadt seine ehemalige Bedeutung als Totenhalle zurückerhalten. 

### Beschreibung

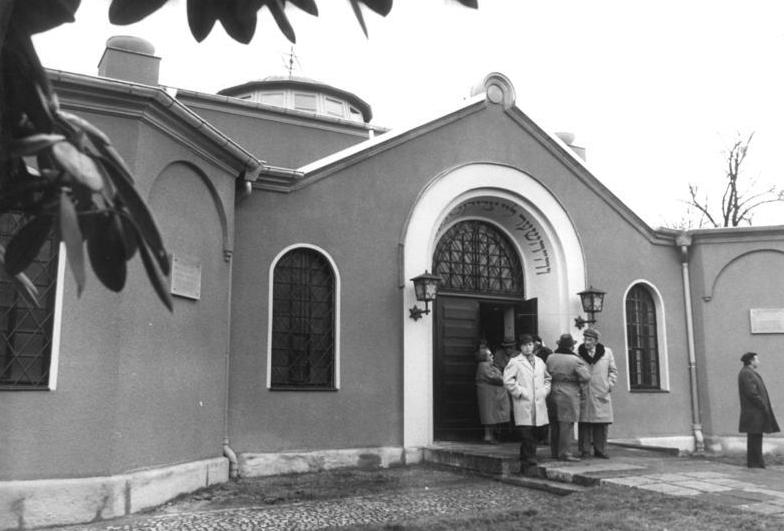
Eingang zur Synagoge 1985

Der schlichte Bau wurde im Stil historistischer Formensprache mit Kuppel errichtet, auf der sich ein Davidstern befindet. Der ebenfalls schlichte Synagogenraum befindet sich unter einer Glaskuppel und bietet 150 Personen Platz. An der Ostseite befindet sich der Toraschrein, wo die Torarollen aufbewahrt wurden. Seit 2001 verdeckt ein schwarzer bestickter Vorhang die Ostseite, wo bis dahin die Torarollen standen. Dort befindet sich ebenfalls eine Bima, von der aus der Tora gelesen wurde. Bruno Gimpel entwarf die Gedenktafel für die im Ersten Weltkrieg gefallenen Soldaten, die in der „Synagoge auf dem Neuen Jüdischen Friedhof“ zu sehen ist. Zwei große Marmortafeln befinden sich links und rechts des ehemaligen Toraschreins. Die linke Marmortafel enthält das Gebet zum Gedenken der Toten (Kaddisch). Auf der rechten Marmortafel steht:

„Zur Erinnerung an die Toten und als Mahnmal für die Lebenden hat die Jüdische Gemeinde zu Dresden im Jahre 1950 diese Tafel ihren zahlreichen Brüdern und Schwestern geweiht, die von 1933-1945 der Mörderhand des Faschismus erlagen“

Vor dem Toraschrein befinden sich zwei Kerzenständer mit je zwei Kerzen, darüber die zwei Tafeln des Gesetzes mit den zehn Geboten. An der rechten Wand steht eine Orgel und eine Chanukkia.

## Gefallenendenkmal

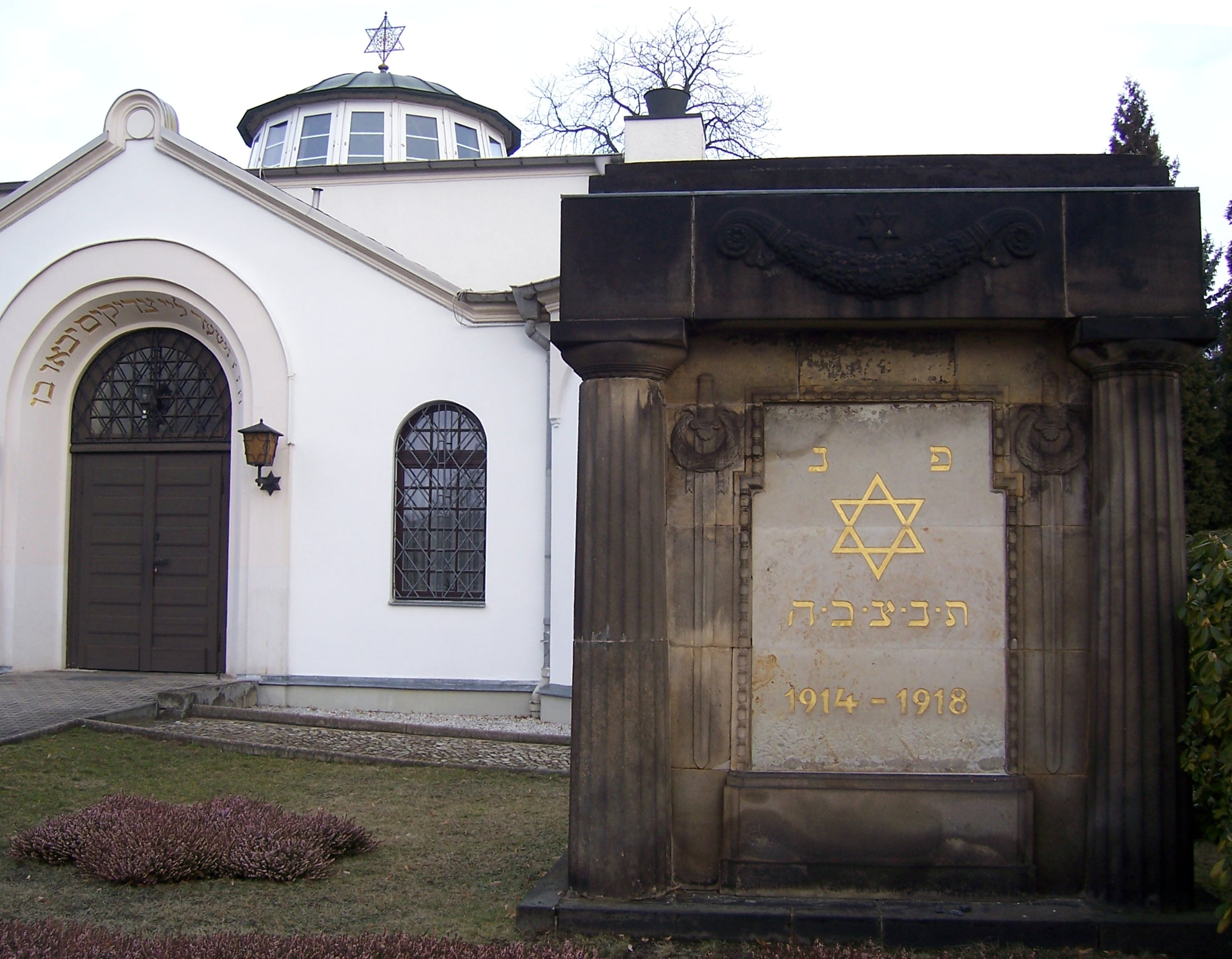
Gefallenendenkmal

Vor der Synagoge ist ein großer kubischer Gedenkstein mit dorischen Säulen für die im Ersten Weltkrieg Gefallenen der jüdischen Gemeinde aufgestellt.
Dieser wurde von Wilhelm Haller geschaffen und beinhaltet 60 Namen von Dresdner Juden, die im Ersten Weltkrieg gefallen sind. Auf der Vorderseite ist ein Davidsstern und eine hebräische Inschrift sowie die Namen der Gefallenen mit den Jahreszahlen 1914 bis 1918 zu lesen. Das Denkmal wurde mit Spenden des Kommerzienrates Max Elb finanziert und am 28. Mai 1916 von Rabbiner Jakob Winter geweiht.